# ماسترورم
ماسترورم (انگلیسی: Messeturm) آسمان‌خراش تجاری ۶۳ طبقه مستقر در شهر فرانکفورت است، که پروژه ساخت آن در سال ۱۹۸۸ آغاز شد و در سال ۱۹۹۰ به بهره‌برداری رسید. ماسترورم دومین ساختمان بلند در آلمان و سومین ساختمان مرتفع اروپا است.